# Mark Famiglietti
Mark Famiglietti (* 26. September 1979 in Providence, Rhode Island) ist ein US-amerikanischer Schauspieler.
Famiglietti wurde in Providence geboren und wuchs in Clinton (Connecticut) auf. In seiner Highschool war er Klassensprecher und Captain des Baseballteams. Anschließend studierte er Schauspiel an der New York University. Im zweiten Semester, 1998, brach er sein Studium ab und ging nach Hollywood, wo er bis 2000 in der Serie Hang Time den Nick Hammer spielte.
Bisher spielte Famiglietti in über 60 Episoden verschiedener Fernsehserien Haupt- und Nebenrollen oder hatte Gastauftritte.

## Filmografie (Auswahl)
- 1998–2000: Hang Time
- 1999: Zoe, Duncan, Jack and Jane
- 1999: Sagamore
- 2000: Brawley High
- 2002: Full Ride
- 2003: Fastlane
- 2003: Terminator 3
- 2005–2007: Eyes
- 2006: Cold Case – Kein Opfer ist je vergessen
- 2007: Die Vorahnung (Premonition)
- 2009–2010: FlashForward
- 2010: Gun
- 2011: Bones – Die Knochenjägerin
- 2012: Live at the Foxes Den
- 2012: Stealing Roses
- 2012: Dark Power
- 2015: Grimm (Fernsehserie, 1 Folge)
- 2015: Vor ihren Augen (Secret in Their Eyes)
- 2019: Perfect Human
- 2021: Last Survivors
- 2024: The Yoga Teacher (Chosen Family)